# São Paulo Challenger 1986
Il São Paulo Challenger 1986 è stato un torneo di tennis facente parte della categoria ATP Challenger Series nell'ambito dell'ATP Challenger Series 1986. Il torneo si è giocato a San Paolo in Brasile dal 31 marzo al 6 aprile 1986 su campi in terra rossa.

## Vincitori

### Singolare
Ivan Kley ha battuto in finale  Alejandro Ganzábal con il punteggio di 6–4, 6–3

### Doppio
Carlos Kirmayr /  Luiz Mattar hanno battuto in finale  Ronnie Båthman /  Dácio Campos con il punteggio di 4–6, 6–1, 7–5